# Meentweg 11
Meentweg 11 is een rijksmonument aan de Meentweg in Eemnes in de provincie Utrecht. 
De huidige boerderij werd gebouwd aan het eind van de achttiende eeuw
De boerderij van het langhuistype heeft een voorgevel met gemetselde vlechtingen. De voordeur in het midden van de symmetrische tuitgevel heeft aan weerszijden zesruits schuifvensters. Het rieten dak is aan beide zijden opgelicht vanwege de zijdeuren.